# Darth Sidious
Senator Palpatine, znan kasnije kao Darth Sidious, fiktivni je lik iz filmske sage Ratovi zvijezda, glavni negativac u serijalu.

## Kao Palpatine
Palpatine je bio treniran za moćnog Sitha već od ranog djetinjstva od strane Darth Plagueisa, prema predaji najmoćnijeg Sitha ikada. Iako se uspješno skrivao od Jedija jako dugo, obnašavši funkcije senatora s Nabooa, a kasnije i Vrhovnog kancelara, u trećem filmu otkriva se Palpatinov pravi identitet i prikazuje se kao vođa Sitha, te učitelj Darth Maula, grofa Dookua i kasnije Darth Vadera. Njegov identitet otkrio je Anakin Skywalker i odao ga Maceu Winduu koji ga je s još trojicom Jedija otišao uhititi. Nakon što se uspješno riješio te trojice, bio je svladan od strane Macea Windua koji ga je htio uhititi, no dolazak Anakina sve je promijenio. Palpatine je uz Anakinovu pomoć, uspio svladati i ubiti Windua i tada je Anakin i službeno, iako je već dugo manipuliran od strane Palpatinea, postao Darth Vader i krenuo na ubilački pohod protiv Jedija. No, Palpatine je dobio trajne deformacije lica nakon borbe s Winduom. Tada je izdao naredbu 66 prema kojoj su se svi klonovi trebali okrenuti protiv Jedija i poubijati ih sve. Napade su preživjeli samo Yoda i Obi-Wan Kenobi. Ubrzo, po povratku dvojice preživjelih, dolazi do sukoba između Yode i Palpatinea u kojem Yoda do velike mjere oslabi Palpatinea, ali ga ne uspijeva ubiti. Palpatine tada Senatu pokazuje svoj novi izgled, nastao nakon sukoba s Winduom, i izmanipulira Senat da povjeruje u urotu Jedija, te, uz glasnu podršku, preuzima diktatorske ovlasti, ukida Republiku i uspostavlja Galaktički Imperij, a on sam postaje njegov vrhovni Imperator.

## Kao Darth Sidious
Uskoro Sidious sa svojim učenikom Darth Vaderom, koji je nakon sukoba s Kenobijem morao dobiti poseban oklop kako bi preživio, provodi strahovladu i strahovit progon pobunjenika protiv Imperija. Iako je znao da su Kenobi, koji je tada živio kao pustinjak pod imenom Ben Kenobi, i Yoda živi, nije ih smatrao prevelikom prijetnjom te se uglavnom bazirao na izradu svojeg super oružja - Zvijezde smrti. No, kada je tri godine nakon događaja iz četvrtog filma saznao za postojanje Lukea Skywalkera, Anakinovog sina i jedinog preživjelog Jedija koji mu može predstavljati opasnost, odlučio ga je preobratiti na mračnu stranu sile. Uz pomoć svojeg učenika Darth Vadera pokušao ga je uhvatiti na Bespinu, no nije uspio. Luke je tada otišao potražiti Yodu koji ga je vrlo kratko podučavao, dok nije umro u 900. godini života. Iako su mu pobunjenici uništili jednu Zvijezdu smrti, Sidious je odlučio napraviti još jednu. Uskoro je Vader locirao i oteo Lukea i odveo ga k Imperatoru na još nedovršenu, drugu Zvijezdu smrti. Nakon što nije uspio nagovoriti Lukea da mu se pridruži, te da smakne Vadera, izbio je sukob u kojem je Luke ipak pobijedio i uz pomoć svog oca Vadera, koji se pokajao zbog svojih djela, ubio Sidiousa i ukinuo Imperij. 